# Racines
Racines, németül: Ratschings, település Olaszországban, Bolzano autonóm megyében. Lakosainak száma 4593 fő (2023. január 1.). Racines Moso in Passiria, San Leonardo in Passiria, Sarentino, Brennero, Campo di Trens, Vipiteno, Neustift im Stubaital és Sölden községekkel határos.

## Népesség
A település népességének változása:
| Lakosok száma | 4447 | 4471 | 4593 |
|               | 2017 | 2018 | 2023 |